# CR-201干擾火箭

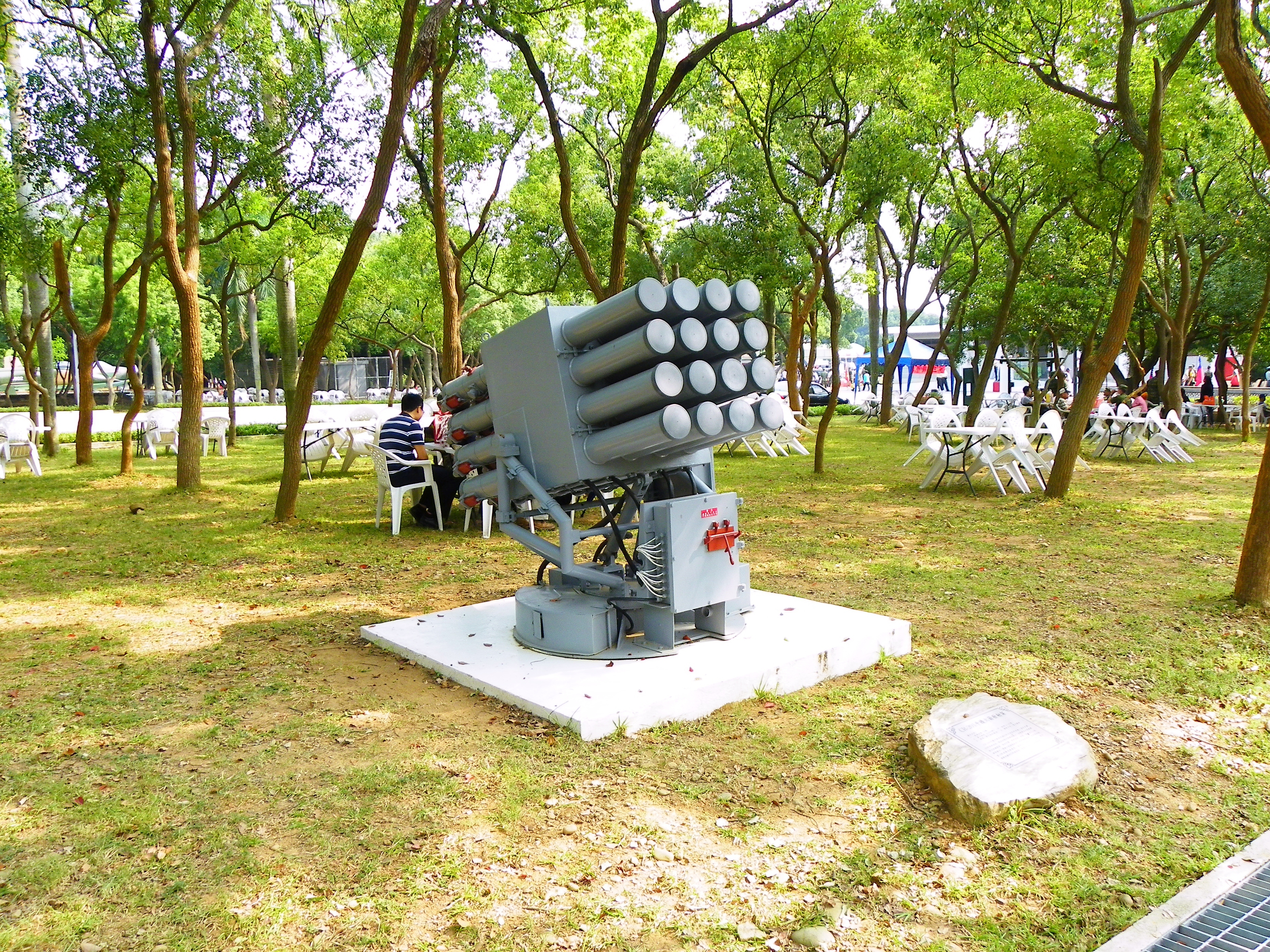
展示於成功嶺的CR-201干擾火箭

CR-201干擾火箭是中華民國中山科學研究院所研發的艦用干擾火箭。

## 歷史
CR-201干擾火箭於民國六十五年研發，並於民國六十八年試射成功後，率先裝備於改裝美製Mk 37火力定向雷達系統的陽字級衡陽艦、華陽艦、岳陽艦上，之後廣泛裝備武進一型、武進二型、武進三型性能提升的陽字號驅逐艦上。該系統是以工蜂四型多管火箭的二十聯裝發射器為基礎，發展出海軍艦用型的十六聯裝發射器，該系統由軍艦戰情室內的電戰操控台控制發射，並搭配中科院之後自製的長風三型電戰系統進行電子作戰。
民國九十五年，國軍最後一艘陽字號驅逐艦瀋陽艦除役，艦上裝備的CR-201干擾火箭系統改裝到濟陽級巡防艦、中和級戰車登陸艦、人員運輸艦和其它海軍輔助艦艇。

## 作戰模式
干擾

運用混淆

誘鎖

替鎖

中心偏移

## 性能
- 全重：1噸
- 最大射程：3840公尺/4200碼
- 最大射速：1發/秒
- 俯仰角度：14度至47度
- 驅動方式：電力驅動
- 發射管管徑：5又1/8吋

## 使用國家
- 中華民國